# Óblast de Izmaíl
El óblast de Izmaíl (ucraniano: Ізмаїльська область, Izmail’s’ka oblast’) (7 de agosto de 1940 a 15 de febrero de 1954) era un óblast de la Unión Soviética, ubicado en la RSS de Ucrania. Tenía una extensión de 12 400 km².
El óblast fue organizado el 7 de agosto de 1940 en el territorio de Rumania conocido como Budjak o Besarabia del Sur, que fue anexada por la Unión Soviética. Era originalmente conocida como Óblast de Akkerman (ucraniano: Акерманська область, Akermans’ka oblast’) hasta el 1 de diciembre de 1940, antes de que el centro administrativo se desplazara de Akkerman a Izmaíl. El óblast estaba administrativamente subdividido en 13 raions. El 15 de febrero de 1954, el óblast se unió al óblast de Odesa.